# Allium pseudofraseri
Allium pseudofraseri — вид трав'янистих рослин родини амарилісові (Amaryllidaceae), ендемік Техасу, США.

## Поширення
Ендемік Техасу, США.